# Kamienica Wiktoryna Kosmowskiego w Warszawie
Kamienica Wiktoryna Kosmowskiego (nazywana także kamienicą Józefa Rotbarda) – eklektyczna kamienica znajdująca się przy ul. Marszałkowskiej 62 w Warszawie.

## Historia
Zbudowana w latach 1895–1897 jako czteropiętrowa w stylu eklektycznym na miejscu dworku Wojciecha Grabowskiego. Elewacja pierwszego piętra boniowana, na drugim piętrze front kamienicy zdobiły dwie loggie wsparte na jońskich kolumnach. Przejazd bramowy bogato zdobiony. W ostatnich latach przed wybuchem I wojny światowej została nadbudowana o trzy piętra. Siódme zostało od frontu ukryte za charakterystycznym trójkątnym szczytem z półkolistym oknem. Budynek frontowy wyposażono w dwie klatki schodowe: marmurową dla lokatorów i drewnianą dla służby.
Prawdopodobnie we wrześniu 1939 kamienica utraciła ostatnie szóste piętro. Między 1939 a 1945 na podwórku kamienicy ustawiono kapliczkę. Podczas powstania warszawskiego w budynku funkcjonował lazaret. Budynek frontowy i pierwsza oficyna przetrwały II wojnę światową w stanie pozwalającym na remont i w styczniu 1945 zaczęli do niej wracać mieszkańcy.
Pod koniec lat 40 XX wieku budynek dostosowano do sąsiedniej zabudowy Marszałkowskiej Dzielnicy Mieszkaniowej.  Wyrównano go do wysokości sześciu pięter i tym samym ujednolicono wysokość całej pierzei (wszystkie budynki zwieńczono jednolitą attyką).
W połowie lat 60. elewacja kamienicy zaczęła się pękać i administracja zleciła usunięcie części balkonów i dekoracji. W latach 90. odbył się remont, w wyniku którego częściowo przywrócono dawny wygląd budynku.
24 lipca 2012 została wpisana do gminnej ewidencji zabytków m.st. Warszawy.